# Zorro (spanische Fernsehserie, 2024)
Zorro ist eine spanische Action-Abenteuer-Serie, die von Secuoya Studio produziert wird und in der Miguel Bernardeau die Hauptrolle spielt. Die Serie basiert auf der von Johnston McCulley geschaffenen Figur des Zorro. Am 19. Januar 2024 erschien die Serie in Lateinamerika, den USA, Spanien, Andorra und Portugal auf Prime Video.

## Inhalt
Im Jahr 1834 wird Kalifornien von einem erbitterten Machtkampf erschüttert, bei dem die Reichen und Einflussreichen um die Vorherrschaft ringen. Die Leidtragenden sind wie so oft die einfachen Menschen, die unter der Ungerechtigkeit und Gewalt leiden. Doch inmitten dieses Chaos gibt es Hoffnung: Ein legendärer Held aus der Geschichte erwacht erneut, um sich für die Schwachen und Unterdrückten einzusetzen. In der Gestalt von Diego de la Vega tritt dieser jahrhundertealte Beschützer in Erscheinung, bereit, sich dem Unrecht entgegenzustellen und für Gerechtigkeit zu kämpfen.

## Produktion
Die Produktion, die von Sommer 2022 bis Anfang 2023 auf den Kanarischen Inseln in Spanien gedreht wurde, stellt eine Neuinterpretation des klassischen Helden El Zorro dar.
Die Serie ist seit dem 19. Januar 2024 auf Amazon Prime Video verfügbar.

## Episodenliste
| Nr. (ges.) | Nr. (St.) | Deutscher Titel | Originaltitel                            | Regie                             | Drehbuch       |
| ---------- | --------- | --------------- | ---------------------------------------- | --------------------------------- | -------------- |
| 1          | 1         | -               | El elegido                               | Javier Quintas                    | Carlos Portela |
| 2          | 2         | -               | Herencia                                 | Javier Quintas                    | Carlos Portela |
| 3          | 3         | -               | La apuesta                               | Jorge Saavedra                    | Carlos Portela |
| 4          | 4         | -               | Venganza                                 | Jorge Saavedra                    | Carlos Portela |
| 5          | 5         | -               | La ejecución                             | Javier Quintas                    | Carlos Portela |
| 6          | 6         | -               | Juego de máscaras                        | Javier Quintas                    | Carlos Portela |
| 7          | 7         | -               | El mito                                  | Jorge Saavedra                    | Carlos Portela |
| 8          | 8         | -               | La boda                                  | Jorge Saavedra                    | Carlos Portela |
| 9          | 9         | -               | Desenmascarado                           | Javier Quintas, José Luis Alegría | Carlos Portela |
| 10         | 10        | -               | El baile de las tres máscaras funerarias | Javier Quintas                    | Carlos Portela |